# Ferme Ferrand
La ferme Ferrand est une ferme située à Vernoux, en France.

## Localisation
La ferme est située dans le département français de l'Ain, sur la commune de Vernoux, au hameau du Grand Colombier. Elle est située à moins de 200 m à l'ouest de la ferme Tricot, au bord de la même route.

## Description
Il s'agit d'une ferme bressane composée d'un bâtiment principal, d'habitation, et de plusieurs autres bâtiments annexes. La cheminée sarrasine présente une mitre à trois étages d'inspiration romane.

## Historique
La cheminée et la toiture sont classées au titre des monuments historiques en 1944.